# Червоний зсув
Червоний зсув або червоне зміщення — зсув спектральних ліній хімічних елементів у червоний (довгохвильовий) бік. Являє собою збільшення довжини хвилі та відповідне зменшення частоти та енергії фотонів електромагнітного випромінювання, наприклад, світла. Протилежне явище, тобто зменшення довжини хвилі та збільшення частоти та енергії, називають синім зміщенням. Обидва ці явища є проявом ефекту Доплера у видимому електромагнітному діапазоні.
Кожен хімічний елемент поглинає або випромінює електромагнітні хвилі на певних визначених частотах, утворюючи спектр, що застосовується в спектральному аналізі. Якщо об'єкт рухається відносно спостерігача, то внаслідок ефекту Доплера частота хвилі змінюється (збільшується, коли об'єкт наближається, чи зменшується, коли об'єкт віддаляється від спостерігача), а спектральні лінії відповідно зсуваються в синю (короткохвильову) або червону (довгохвильову) частину спектра, зберігаючи відносне розташування. Зсув ліній у червоний бік, зумовлений віддаленням об'єкта, називається «червоним зсувом».
Гравітаційні хвилі, які поширюються зі швидкістю світла, також схильні до цього явища. Величина червоного зсуву позначається літерою z, що відповідає дробовій зміні довжини хвилі (позитивне для червоного зсуву, негативне для синього), і співвідношенням довжин хвиль 1 + z (що більше ніж 1 для червоного зміщення і менше ніж 1 для синього зміщення).
Найчастіше термін «червоний зсув» використовують для позначення гравітаційного або космологічного червоного зсуву.
Існують інші фізичні процеси, які можуть призвести до зміни частоти електромагнітного випромінювання, включаючи розсіювання та оптичні ефекти; однак результуючі зміни відрізняються від (астрономічного) червоного зсуву і зазвичай не називаються такими.

## Історія
Ефект Доплера був відкритий і описаний австрійським математиком Крістіаном Доплером у 1842 році. Він запропонував перше фізичне пояснення явища зміни частоти хвиль залежно від руху джерела відносно спостерігача. Гіпотеза була перевірена і підтверджена для звукових хвиль нідерландським вченим Христофором Бейсом Баллотом у 1845 році. Доплер правильно припустив, що цей ефект застосовується до всіх типів хвиль і, зокрема, що різні кольори у зір можуть пояснюватися їхнім рухом відносно Землі.
1848 року, не знаючи про роботи Доплера, французький фізик Іпполіт Фізо вказав на зсув спектральних ліній у зорях як на наслідок ефекту Доплера. Цей ефект іноді називають «ефектом Доплера — Фізо». 1868 року британський астроном Вільям Гаґґінс першим визначив швидкість віддалення зорі від Землі, застосувавши цей метод. 1871 року оптичний червоний зсув було підтверджено під час спостережень ліній Фраунгофера, зумовлених обертанням Сонця; зсув становив близько 0,1 Å у червоній частині спектра. 1887 року Фогель і Шейнер виявили річний ефект Доплера — щорічну зміну доплерівського зсуву зір поблизу екліптики, спричинену орбітальним рухом Землі. 1901 року Аристарх Бєлопольський експериментально підтвердив існування оптичного червоного зсуву в лабораторних умовах, використовуючи систему обертових дзеркал.
Починаючи зі спостережень 1912 року, Весто Слайфер виявив, що більшість спіральних галактик, таких як Андромеда, які тоді вважалися спіральними туманностями, демонстрували синій зсув. Це зміщення свідчило про їхній рух у напрямку до Землі. Слайфер вперше повідомив про свої вимірювання в першому томі «Бюлетеня обсерваторії Лоуелла». Через три роки він опублікував огляд у журналі «Популярна астрономія», у якому зазначав, що виявлена висока швидкість руху галактики Андромеди (−300 км/с) показала, що тодішні методи дозволяли не лише вивчати спектри спіральних туманностей, а й визначати їхні швидкості.
Слайфер повідомив про швидкості 15 спіральних туманностей, розташованих по всій небесній сфері, і всі вони, окрім трьох, віддалялися від Землі, що засвідчувало наявність червоного зсуву в їхньому спектрі та відповідало «позитивним» (тобто віддаленим) швидкостям. Згодом Едвін Габбл виявив приблизний зв'язок між червоними зсувами таких «туманностей» і відстанями до них, сформулювавши свій однойменний закон Габбла. Мілтон Юмасон працював над цими спостереженнями разом із Габблом. Отримані результати підтвердили теоретичну модель, запропоновану Олександром Фрідманом 1922 року, в якій він вивів рівняння Фрідмана―Леметра. У XX столітті ці спостереження вважалися одним із ключових доказів розширення Всесвіту та теорії Великого вибуху.
На початку 1930 року поєднання вимірювань червоного зсуву та теоретичних моделей започаткувало великий прорив у сучасній космології. Вчені дійшли висновку, що Всесвіт має історію, і його розширення можна досліджувати за допомогою фізичних моделей, підтверджених астрономічними спостереженнями.
У 1960-х роках відкриття квазарів, які виглядали як яскраві сині точкові джерела, спочатку призвело до припущення, що ці об'єкти знаходяться ближче, ніж це випливало з їхнього червоного зміщення. Проте подальші теоретичні та спостережні дослідження показали, що квазари — це дуже потужні, але віддалені астрономічні об'єкти.

## Вимірювання та інтерпретація
Спектр світла, що виходить від джерела, можна отримати за допомогою вимірювань довжин хвиль. Щоб визначити червоне зміщення, вчені шукають у спектрі такі особливості, як лінії поглинання, лінії випромінювання або інші зміни інтенсивності світла. Якщо ці особливості знайдено, їх можна порівняти з відомими особливостями спектра різних хімічних сполук, виявленими в експериментах, де ця сполука знаходиться на Землі. Дуже поширеним хімічним елементом у космосі є водень. Якщо пропустити безбарвне (біле) світло крізь водень, у спектрі з'явиться характерний для нього малюнок — набір спектральних ліній на певних довжинах хвиль. Ці лінії виникають завжди в тих самих місцях і є «відбитками» атома водню. Якщо у спектрі від далекого джерела спостерігається такий самий характерний набір ліній, але зміщений до більших довжин хвиль, то можна зробити висновок, що там теж є водень, і обчислити червоне зміщення {\displaystyle z}.
Для визначення червоного зміщення об'єкта в такий спосіб потрібен діапазон частот або довжин хвиль. Щоб обчислити червоне зміщення, потрібно знати довжину хвилі випромінюваного світла в системі спокою джерела, тобто довжину хвилі, яку виміряв би спостерігач, що перебуває поруч із джерелом і рухається разом з ним. Оскільки безпосереднє вимірювання в астрономії неможливе через велику відстань до об’єкта, червоне зміщення визначають за допомогою спектральних ліній. Без цієї інформації, тобто якщо спектр містить невпізнані або неідентифіковані особливості, або якщо він є безособливим чи нагадує білий шум (випадкові флуктуації), обчислити червоне зміщення неможливо. Тому самі гамма-спалахи не можна використовувати для надійного вимірювання червоного зсуву, але оптичне післясвічення, пов’язане зі спалахом, можна проаналізувати для визначення червоного зсуву.

### Числова характеристика
Червоне зміщення можна схарактеризувати відносною різницею між спостережуваною і випромінюваною довжиною хвилі (або частотою) об'єкта. В астрономії заведено позначати цю зміну безрозмірною величиною {\displaystyle z}.
| На основі довжини хвилі                                                                                       | На основі частоти                                                                        |
| --- | ---------------------------------------------------------------------------------------- |
| {\displaystyle z={\frac {\lambda _{\mathrm {obsv} }-\lambda _{\mathrm {emit} }}{\lambda _{\mathrm {emit} }}}} | {\displaystyle z={\frac {f_{\mathrm {emit} }-f_{\mathrm {obsv} }}{f_{\mathrm {obsv} }}}} |
| {\displaystyle 1+z={\frac {\lambda _{\mathrm {obsv} }}{\lambda _{\mathrm {emit} }}}}                          | {\displaystyle 1+z={\frac {f_{\mathrm {emit} }}{f_{\mathrm {obsv} }}}}                   |

де {\displaystyle \lambda _{obsv}} — довжина хвилі, що спостерігається астрономічними інструментами, {\displaystyle \lambda _{emit}} — довжина хвилі, що насправді випромінюється джерелом (визначається з лабораторних досліджень), а f — відповідні частоти (λf = c, де c — швидкість світла). У випадку якщо частота хвилі що спостерігається є більшою ніж та яка випромінюється джерелом (наприклад, у випадку коли джерело наближається до спостерігача), {\displaystyle z} стає відʼємним і відбувається синій зсув.
Доплерівські червоні зміщення ({\displaystyle z} > 0) пов'язані з об'єктами, що віддаляються від спостерігача, при цьому енергія світла зменшується. В астрономії вживається одиниця червоного зсуву — відстань, на якій космологічний червоний зсув дорівнює одиниці. Ця відстань становить 1,302773 × 1023 кілометрів (або 1,302773 × 1026 метрів), що є найбільшою позасистемною одиницею відстані (понад 4 млрд. парсеків). 
Гравітаційний червоний зсув також пов'язаний зі зменшенням енергії світла, що випромінюється джерелом, що перебуває в сильнішому гравітаційному полі, а спостерігається в слабшому гравітаційному полі. 
У загальній теорії відносності можна вивести кілька важливих формул для всіх трьох типів червоного зсуву в певних геометріях простору-часу, які підсумовано в наступній таблиці. У всіх випадках величина зсуву (значення z) не залежить від довжини хвилі.
| Тип червоного зсуву           | Геометрія                                                                                               | Формула |
| ----------------------------- | --- | --- |
| Релятивістський ефект Доплера | Простір Мінковського (плоский простір-час)                                                              | Для руху в радіальному напрямку: {\displaystyle 1+z=\gamma \left(1+{\frac {v_{\parallel }}{c}}\right)={\sqrt {\frac {1+{\frac {v_{\parallel }}{c}}}{1-{\frac {v_{\parallel }}{c}}}}}} {\displaystyle z\approx {\frac {v_{\parallel }}{c}}} для малих {\displaystyle v_{\parallel }} Для руху в поперечному напрямку: {\displaystyle 1+z={\frac {1}{\sqrt {1-{\frac {v_{\perp }^{2}}{c^{2}}}}}}} {\displaystyle z\approx {\frac {1}{2}}\left({\frac {v_{\perp }}{c}}\right)^{2}} для малого {\displaystyle v_{\perp }} |
| Космологічний червоний зсув   | Простір-час Фрідмана — Леметра — Робертсона — Вокера (FLRW) (розширення Всесвіту після Великого Вибуху) | {\displaystyle 1+z={\frac {a_{\mathrm {now} }}{a_{\mathrm {then} }}}} Закон Габбла : {\displaystyle z\approx {\frac {H_{0}D}{c}}} для {\displaystyle D\ll {\frac {c}{H_{0}}}} |
| Гравітаційний червоний зсув   | будь-який стаціонарний простір-час                                                                      | {\displaystyle 1+z={\sqrt {\frac {g_{tt}({\text{receiver}})}{g_{tt}({\text{source}})}}}} Для геометрії Шварцшильда: {\displaystyle 1+z={\sqrt {\frac {1-{\frac {r_{S}}{r_{\text{receiver}}}}}{1-{\frac {r_{S}}{r_{\text{source}}}}}}}={\sqrt {\frac {1-{\frac {2GM}{c^{2}r_{\text{receiver}}}}}{1-{\frac {2GM}{c^{2}r_{\text{source}}}}}}}} {\displaystyle z\approx {\frac {1}{2}}\left({\frac {r_{S}}{r_{\text{source}}}}-{\frac {r_{S}}{r_{\text{receiver}}}}\right)} для {\displaystyle r\gg r_{S}} У формулюванні другої космічної швидкості: {\displaystyle z\approx {\frac {1}{2}}\left({\frac {v_{\text{e}}}{c}}\right)_{\text{source}}^{2}-{\frac {1}{2}}\left({\frac {v_{\text{e}}}{c}}\right)_{\text{receiver}}^{2}} для {\displaystyle v_{\text{e}}\ll c} |

### Ефект Доплера

Червоне зміщення і синє зміщення

Ефект Доплера: жовта куля (λ~575 нм) виглядає зеленуватою (блакитне зміщення до λ = ~565 нм), коли наближається до спостерігача, та помаранчевою (червоне зміщення до λ = ~585 нм), коли віддаляється. Щоб спостерігати таку зміну кольору, об'єкт мав би рухатися зі швидкістю приблизно 5200 км/с, або приблизно в 32 рази швидше, ніж рекорд швидкості для найшвидшого космічного зонда.

Якщо джерело світла віддаляється від спостерігача, то виникає червоне зміщення (z > 0); якщо джерело рухається до спостерігача, то відбувається синє зміщення (z < 0). Це справедливо для всіх електромагнітних хвиль і пояснюється ефектом Доплера. Якщо джерело віддаляється від спостерігача зі швидкістю v, яка набагато менша за швидкість світла (v ≪ c), червоне зміщення визначається як:
{\displaystyle z\approx {\frac {v}{c}}} (оскільки {\displaystyle \gamma \approx 1}), де c — швидкість світла.
Для повнішого розгляду доплерівського червоного зміщення необхідно враховувати релятивістські ефекти, пов'язані з рухом джерел, близьких до швидкості світла. Об'єкти, що рухаються з такою швидкістю, відчуватимуть відхилення від наведеної вище формули через уповільнення часу спеціальної теорії відносності, яке можна виправити, ввівши фактор Лоренца γ до класичної формули Доплера наступним чином (для руху в радіальному напрямку):
{\displaystyle 1+z=\left(1+{\frac {v}{c}}\right)\gamma .}
Це явище вперше спостерігалося в експерименті 1938 року, проведеному Гербертом Е. Айвзом і Г. Р. Стілвеллом, який отримав назву експерименту Айвза — Стілвелла.
Оскільки фактор Лоренца залежить лише від модуля швидкості, релятивістське червоне зміщення не залежить від напрямку руху джерела. На відміну від цього, класична частина формули залежить від проєкції руху джерела на радіальний напрямок, що дає різні результати для різних орієнтацій. Якщо θ — кут між напрямком відносного руху та напрямком випромінювання в системі спостерігача, повна форма релятивістського ефекту Доплера виглядає так:
{\displaystyle 1+z={\frac {1+v\cos(\theta )/c}{\sqrt {1-v^{2}/c^{2}}}}},
і для руху в радіальному напрямку (θ = 0°), це рівняння зводиться до:
{\displaystyle 1+z={\sqrt {\frac {1+v/c}{1-v/c}}}}.
Для особливого випадку, коли світло рухається під прямим кутом (θ = 90°) до напрямку відносного руху в системі спостерігача, релятивістське червоне зміщення відоме як поперечне червоне зміщення, а червоне зміщення
{\displaystyle 1+z={\frac {1}{\sqrt {1-v^{2}/c^{2}}}}}
вимірюється, навіть якщо об'єкт не віддаляється від спостерігача. Навіть коли джерело рухається до спостерігача, якщо в цьому русі є поперечна складова, то є певна швидкість, при якій розширення просто скасовує очікуване синє зміщення, а при вищій швидкості джерела, що наближається, виникатиме червоне зміщення.

### Розширення простору
На початку XX століття Слайфер, Вірц та інші зробили перші вимірювання червоного та синіх зміщень галактик за межами Чумацького Шляху. Спочатку вони інтерпретували ці зміщення як випадкові рухи, але пізніше Леметр (1927) і Габбл (1929), використовуючи попередні дані, виявили приблизно лінійну кореляцію між збільшенням червоних зміщень галактик і відстанями до них. Леметр зрозумів, що ці спостереження можна пояснити механізмом створення червоних зміщень, які можна побачити в розв'язках Фрідмана рівнянь загальної теорії відносності Ейнштейна. Кореляція між червоним зміщенням і відстанями виникає в усіх моделях розширення.
Це космологічне червоне зміщення зазвичай пояснюють розтягуванням довжин хвиль фотонів, що поширюються в просторі, який розширюється. Однак таке тлумачення може ввести в оману: відповідно до загальної теорії відносності космологічне розширення простору є лише вибором координат і тому не може мати фізичних наслідків. Космологічне червоне зміщення можна інтерпретувати як суму нескінченно малих доплерівських зсувів уздовж траєкторії світла.
Спостережні наслідки цього ефекту можна отримати за допомогою рівнянь із загальної теорії відносності, які описують однорідний та ізотропний Всесвіт. Таким чином, космологічне червоне зміщення можна записати як функцію a, залежного від часу космологічного масштабного фактора:
{\displaystyle 1+z={\frac {a_{\mathrm {now} }}{a_{\mathrm {then} }}}={\frac {a_{0}}{a(t)}}}
У цій формулі {\displaystyle z} позначає космологічне червоне зміщення. Символ {\displaystyle a(t)} або {\displaystyle a_{\mathrm {then} }} означає масштабний фактор Всесвіту в момент часу t, коли світло було випущене від далекого джерела. Величини {\displaystyle a_{\mathrm {0} }} або {\displaystyle a_{\mathrm {now} }} позначають значення масштабного фактора на сучасному етапі (теперішній момент часу), яке зазвичай приймається рівним 1.
Використовуючи модель розширення Всесвіту, червоне зміщення можна пов'язати з віком спостережуваного об'єкта, так зване співвідношення космічний час — червоне зміщення. Позначимо коефіцієнт густини як Ω0:
{\displaystyle \Omega _{0}={\frac {\rho }{\rho _{\text{crit}}}}\,},
де ρcrit — критична густина, що розмежовує Всесвіт, який із часом почне стискатися, від Всесвіту, який нескінченно розширюється. Ця густина становить близько трьох атомів водню на кубічний метр простору. При великих червоних зміщеннях 1 + z > Ω0−1, отримуємо рівняння:
{\displaystyle t(z)\approx {\frac {2}{3H_{0}{\Omega _{0}}^{1/2}(1+z)^{3/2}}}\,},
де H0 — сучасна стала Габбла, а z — червоне зміщення.

### Гравітаційне червоне зміщення
Згідно з загальною теорією відносності, у гравітаційному полі виникає ефект сповільнення часу. Якщо світло випромінюється з дна гравітаційного колодязя — області з пониженим гравітаційним потенціалом (гравітаційний потенціал відʼємний, тому біля масивних тіл він є меншим ніж вдалі від них) — а фіксується поза колодязем, то через сповільнення, час за який випромінюється та сама кількість світлових хвиль буде меншим з точки зору джерела ніж з точки зору спостерігача. Відповідно, період одного коливання збільшується при русі вгору від джерела поля, а частота світла (в герцах) зменшується, оскільки швидкість світла є всюди однаковою. 
Це явище відоме як гравітаційне червоне зміщення або зсув Ейнштейна. Кількісне рівняння цього ефекту випливає з розв'язку Шварцшильда рівнянь Ейнштейна, який дає наступну формулу для червоного зсуву, пов'язаного з фотоном, що рухається в гравітаційному полі незарядженої, сферично симетричної маси, що не обертається:
{\displaystyle 1+z={\frac {1}{\sqrt {1-{\frac {2GM}{rc^{2}}}}}}},
де:
- G — гравітаційна стала,
- M — маса об'єкта, що створює гравітаційне поле,
- r — радіальна координата джерела (що аналогічно до класичної відстані до центру об'єкта, а насправді — координати Шварцшильда), і
- c — швидкість світла.

Цей результат гравітаційного червоного зміщення можна отримати з припущень спеціальної теорії відносності та принципу еквівалентності.
Ефект дуже незначний, але його можна виміряти на Землі за допомогою ефекту Мессбауера, і вперше його спостерігали в експерименті Паунда-Ребки. Проте ефект є значним поблизу чорної діри, і коли об'єкт наближається до горизонту подій, червоне зміщення стає нескінченним. Це також головна причина кутових коливань температури в космічному мікрохвильовому фоновому випромінюванні (див. ефект Сакса–Вольфа).
На відміну від доплерівського зсуву, який виникає через рух джерела відносно спостерігача і залежить від кута між напрямком руху джерела і напрямком розповсюдження світла, гравітаційне зміщення не залежить від напряму поширення фотона, а тільки від різниці гравітаційних потенціалів.

## Спостереження в астрономії

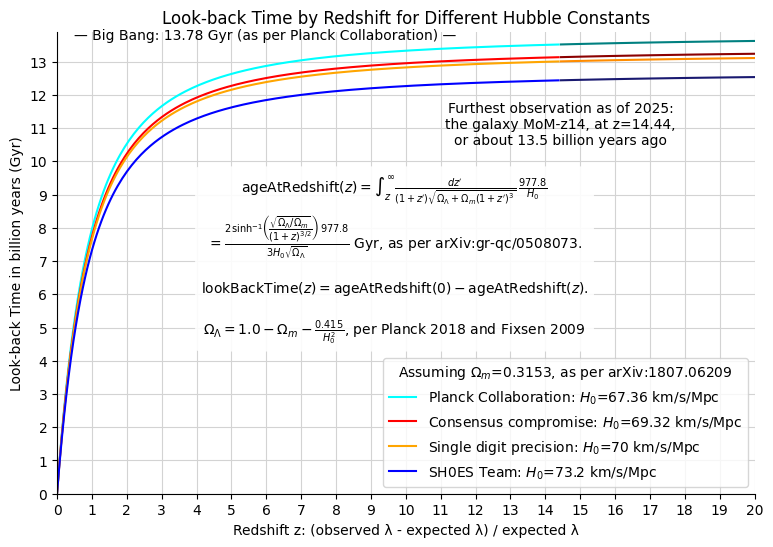
Час огляду позагалактичних спостережень за їхнім червоним зміщенням до z=20. Існують сайти для обчислення багатьох таких фізичних мір за червоним зміщенням.

Червоне зміщення, яке спостерігають в астрономії, визначають за допомогою добре відомих спектрів випромінювання та поглинання атомів, оскільки ці спектри відкалібровані за результатами спектроскопічних експериментів в лабораторіях на Землі. Коли вимірюють червоне зміщення різних ліній поглинання і випромінювання від одного астрономічного об'єкта, отримується постійна величина {\displaystyle z}. Коли ми дивимося на дуже далекі об'єкти, їхні зображення можуть бути трохи нечіткими (розмитими). Також у їхньому світлі можна побачити, що деякі спектральні лінії розтягнуті або розпливлися. Це відбувається через те, що всередині цих об'єктів рухається багато частинок: вони нагріті та швидко рухаються (тепловий рух), або об'єкт може обертатися чи мати хаотичні рухи (турбулентність). Ці рухи роблять лінії спектра ширшими та зображення менш чітким. З цих та інших причин астрономи сходяться на думці, що червоні зміщення, які вони спостерігають, зумовлені певною комбінацією трьох встановлених форм доплерівських червоних зміщень. Альтернативні гіпотези й пояснення червоного зміщення, такі як втомлене світло, зазвичай не вважаються правдоподібними.
Спектроскопія, як метод вимірювання, значно складніший, ніж проста фотометрія, що вимірює яскравість астрономічних об'єктів через певні фільтри. Коли фотометричні дані — це все, що є доступним (наприклад, знімки Hubble Deep Field і Hubble Ultra Deep Field телескопа «Габбл»), астрономи покладаються на методику вимірювання фотометричних червоних зміщень. Обмеження потенційної ефективності визначення фотометричного червоного зміщення встановлюються якістю зібраних даних. У випадку спектроскопії, потік, отриманий від об'єкта, вимірюється як функція довжини хвилі з роздільною здатністю (R = λ/Δλ), як правило, в діапазоні від 100 до понад 30 000. Завдяки широкому діапазону довжин хвиль у фотометричних фільтрах і необхідним припущенням про природу спектра джерела світла, похибки вимірювань у визначенні червоного зміщення можуть сягати δ𝑧 = 0,5, тому такі оцінки є значно менш точними порівняно зі спектроскопічними вимірюваннями. Проте фотометрія дозволяє принаймні якісно схарактеризувати червоне зміщення. Наприклад, якби спектр Сонця мав червоне зміщення {\displaystyle z} = 1, то він був би найяскравішим в інфрачервоній області (1000 нм), а не в синьо-зеленому (500 нм) кольорі, пов'язаному з піком його спектра чорного тіла, а загальна інтенсивність світла (у Вт/м²) зменшилася б в чотири рази, {\displaystyle (1+z)^{2}}, оскільки і частота кожної спектральної лінії (а отже і енергія окремого фотона) і потік фотонів (як багато фотонів на секунду приходить) через сповільнення часу, повʼязане з швидкістю або гравітацією, зменшується в ({\displaystyle 1+z}) разів. Частота фотонів зміщується в червоний бік, а тому загальна інтенсивність світла на низьких частотах зростає, а на високих – падає.

### Місцеві спостереження
У близьких об'єктів (що знаходяться у нашій галактиці Чумацький Шлях) спостережувані червоні зміщення майже завжди пов'язані зі швидкостями на лінії видимості. Спостереження таких червоних і блакитних зміщень дозволили астрономам виміряти швидкості й визначити маси зір, що обертаються по орбіті, у спектрально подвійних — було використано метод, вперше застосований у 1868 році британським астрономом Вільямом Гаґґінсом.
Аналогічно, малі червоні й блакитні зміщення, виявлені при спектроскопічних вимірюваннях окремих зір, є одним зі способів, за допомогою якого астрономи змогли діагностувати й виміряти наявність і характеристики планетних систем навколо інших зір, і навіть зробили дуже детальні диференціальні вимірювання червоних зміщень під час планетних транзитів для визначення точних параметрів орбіт. Детальні вимірювання червоних зміщень використовуються в геліосейсмології для визначення точних рухів фотосфери Сонця. Червоні зміщення також були використані для перших вимірювань швидкостей обертання планет, температури об'єктів, швидкостей міжзоряних хмар, обертання галактики й динаміки акреції на нейтронні зорі та чорні діри, які демонструють як доплерівське, так і гравітаційне червоне зміщення. Вимірюючи розширення і зміщення 21-сантиметрової лінії водню в різних напрямках, астрономи змогли виміряти швидкості рецесії міжзоряного газу, що, своєю чергою, розкриває криву обертання нашого Чумацького Шляху.

### Позагалактичні спостереження

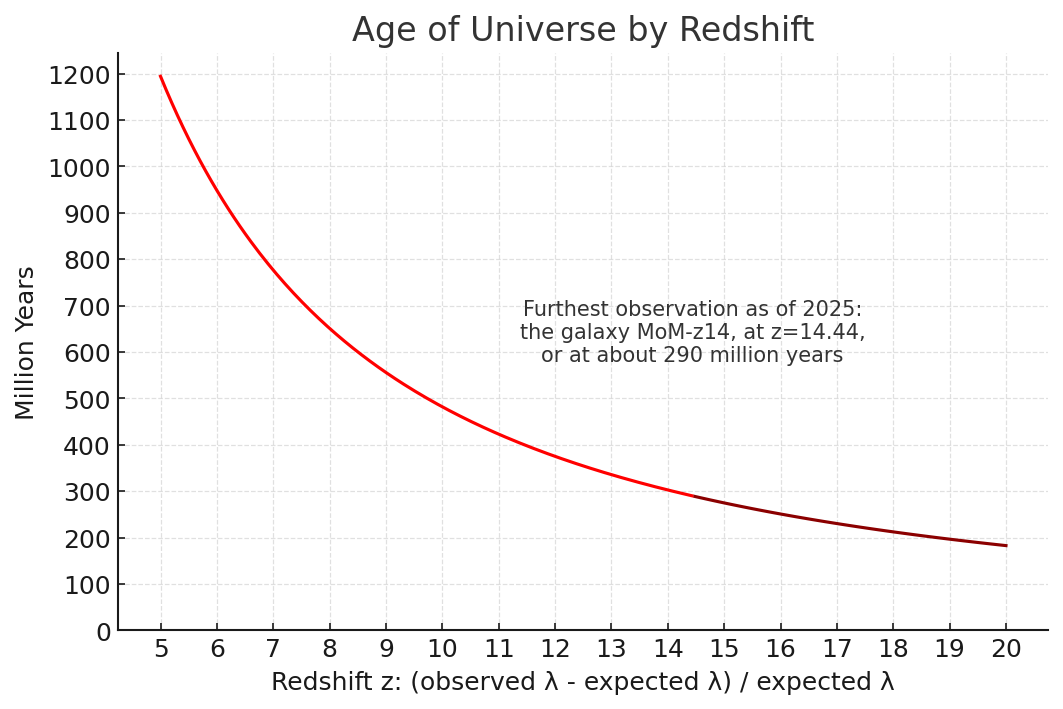
Вік Всесвіту в залежності від червоного зміщення від z=5 до 2..

Більш віддаленні об'єкти демонструють більші червоні зміщення, що відповідає закону Габбла — Леметра. Для галактик, віддалених від Місцевої групи та сусіднього Скупчення Діви, але в межах тисячі мегапарсек або близько цього, червоне зміщення приблизно пропорційне відстані до галактики. Цю кореляцію вперше помітив Едвін Габбл, і вона стала відомою як закон Габбла. Весто Слайфер першим відкрив галактичні червоні зміщення приблизно в 1912 році, тоді як Габбл співвідніс вимірювання Слайфера з відстанями, які він виміряв іншими способами, щоб сформулювати свій закон. У загальноприйнятій космологічній моделі, заснованій на загальній теорії відносності, червоне зміщення є переважно результатом розширення простору: це означає, що чим далі від нас знаходиться галактика, тим більше розширився простір-час з моменту, коли світло покинуло цю галактику. Отже, чим більше розтягнулося світло, тим більше воно червоніє, і відповідно швидше віддаляється від нас. Закон Габбла частково випливає з принципу Коперника.
Хоча раніше вважалося, що після Великого вибуху розширення Всесвіту постійно сповільнюється під дією гравітації, це уявлення змінилося наприкінці 1980-х років. Починаючи з 1988 року, астрономи почали проводити спостереження наднових типу Ia — це особливий тип зір, які мають майже однакову світність, що дозволяє точно вимірювати відстані до них. Порівнюючи яскравість наднових із їхнім червоним зсувом (тобто тим, наскільки розтягнулися їхні спектри через розширення Всесвіту), дослідники помітили, що наднові, які мали бути ближчими, виявилися далі, ніж очікувалося, якби розширення справді сповільнювалося. Це означає, що у минулому Всесвіт розширювався повільніше, ніж зараз. Іншими словами, швидкість розширення Всесвіту з часом не зменшується, а навпаки — зростає. Це відкриття стало серйозним свідченням того, що розширення Всесвіту прискорюється.

### Найбільші червоні зміщення

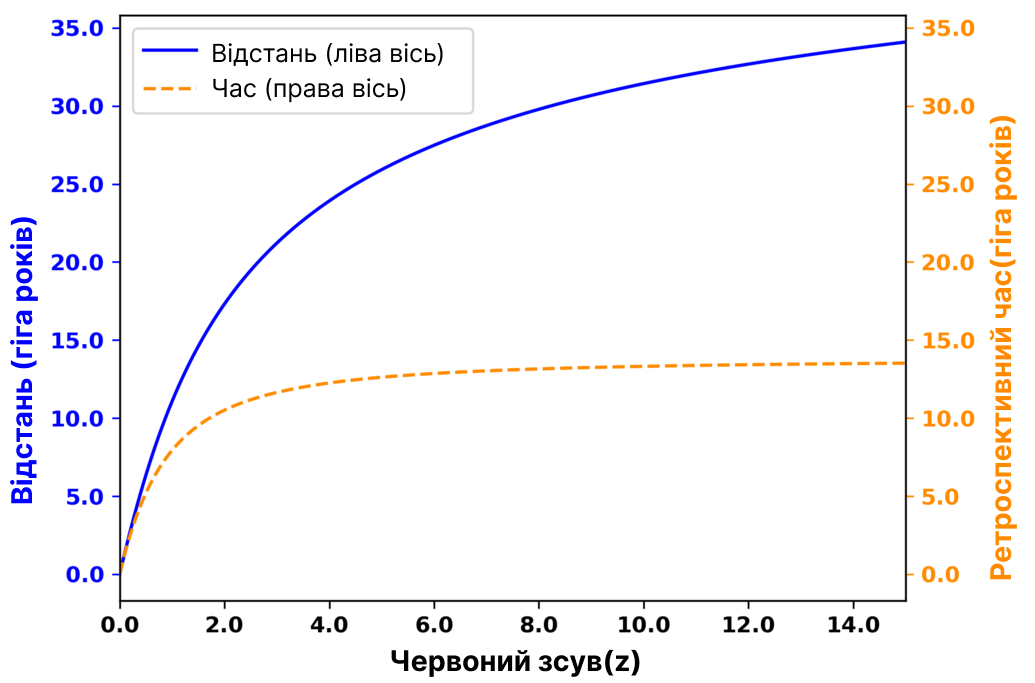
Відстань і час ретроспективного огляду для параметрів космології Планка 2018, від червоних зсувів від 0 до 15, з відстанню (синя суцільна лінія) на лівій осі і часом (помаранчева пунктирна лінія) на правій осі. Зверніть увагу, що час, який пройшов (у гіга роках) від певного червоного зміщення до сьогодні, не збігається з відстанню (у гіга світлових роках), яку світло пройшло б від цього червоного зсуву, через розширення простору за проміжний період.

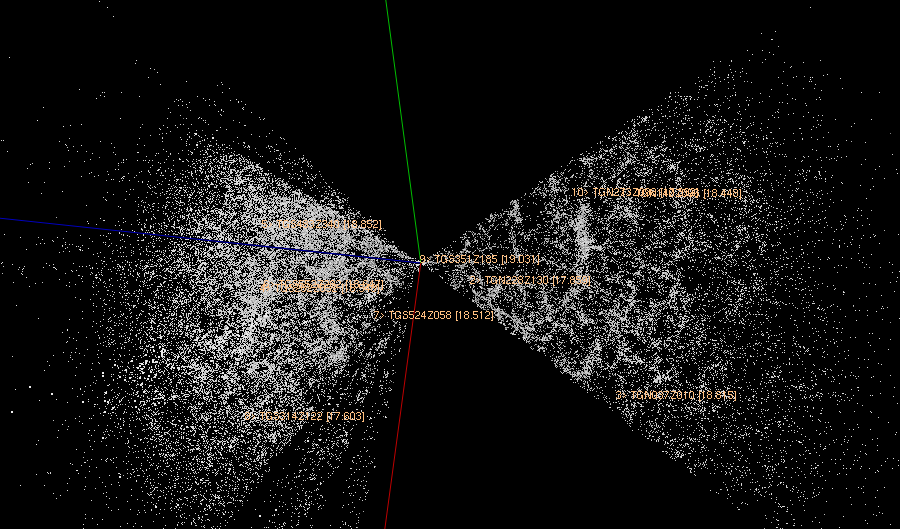
Відображення даних 2dFGRS

Наразі об'єктами з найбільшими відомими червоними зсувами є галактики та об'єкти, що генерують гамма-спалахи. Такі червоні зсуви визначаються на основі спектроскопічних даних, і найбільшим підтвердженим спектроскопічним червоним зсувом галактики є JADES-GS-z13-0 із {\displaystyle z} = 13,2, що відповідає 300 млн років після Великого Вибуху. Попередній рекорд належав галактиці GN-z11 з червоним зсувом {\displaystyle z} = 11,1, що відповідає 400 млн років після Великого вибуху, і галактиці UDFy-38135539 з червоним зсувом {\displaystyle z} = 8,6, що відповідає 600 млн років після Великого вибуху.
Трохи менш точними є червоні зсуви Лайманівського розриву, найвищим з яких є лінзова галактика A1689-zD1 з червоним зміщенням {\displaystyle z} = 7,5, а наступним за величиною — {\displaystyle z} = 7,0. Найвіддаленішим гамма-спалахом зі спектроскопічним вимірюванням червоного зміщення був GRB 090423, який мав червоний зсув {\displaystyle z} = 8,2. Найвіддаленіший відомий квазар ULAS J1342+0928, має червоний зсув {\displaystyle z} = 7,54. Найвідоміша радіогалактика з червоним зсувом {\displaystyle z} = 5,72 — TGSS1530, а найвідомішим молекулярним матеріалом є виявлення випромінювання молекули CO від квазара SDSS J1148+5251 з червоним зсувом {\displaystyle z} = 6,42.
Надзвичайно червоні об'єкти (ERO) — це астрономічні джерела випромінювання, які випромінюють енергію в червоній та ближній інфрачервоній частині електромагнітного спектра. Це можуть бути зоряні галактики, які мають великий червоний зсув, що супроводжується почервонінням від проміжного пилу, або це можуть бути еліптичні галактики з великим червоним зсувом і давнішим (а отже, червонішим) зоряним населенням. Об'єкти, які ще червоніші за ERO, називаються гіпернадзвичайно червоними об'єктами (HERO).
Реліктове випромінювання має червоний зсув {\displaystyle z} = 1089, що відповідає віку приблизно 379 000 років після Великого Вибуху і власне відстані понад 46 мільярдів світлових років. Перше світло від найстаріших зір Популяції III, яке ми ще не спостерігали, незабаром після того, як атоми вперше утворилися і реліктове випромінювання майже повністю перестало поглинатися, може мати червоний зсув у діапазоні 20 < {\displaystyle z} < 100. Інші події з високим червоним зсувом, теоретично передбачені фізикою, але наразі не спостережувані — космічне нейтринне реліктове випромінювання, яке виникло приблизно через дві секунди після Великого вибуху (і має червоний зсув понад {\displaystyle z>10^{10}}), і фон космічних гравітаційних хвиль, що випромінився безпосередньо під час інфляції з червоним зсувом понад {\displaystyle z>10^{25}}.

### Дослідження червоного зсуву
З появою автоматизованих телескопів і вдосконаленням спектроскопів здійснено низку досліджень, спрямованих на картографування Всесвіту в просторі червоного зсуву. Поєднуючи червоний зсув з даними про кутове положення, можливо скласти тривимірну карту розподілу матерії в межах певної ділянки неба. Ці спостереження використовуються для вимірювання властивостей великомасштабної структури Всесвіту. Велика стіна, величезне скупчення галактик шириною понад 500 мільйонів світлових років, є яскравим прикладом великомасштабної структури, яку можна виявити за допомогою спостережень червоного зсуву.
Першим дослідженням червоних зсувів було CfA Redshift Survey, розпочате 1977 року, а збір початкових даних завершився в 1982 році. Пізніше, 2dF Galaxy Redshift Survey визначив великомасштабну структуру одного сектору Всесвіту, вимірявши червоні зміщення для понад 220 000 галактик; збір даних було завершено 2002 року, а остаточний набір даних опубліковано 30 червня 2003 року. Цифровий огляд неба Слоанівським цифровим оглядом (SDSS) триває з 2013 року і має на меті виміряти червоні зсуви близько 3 мільйонів об'єктів. SDSS зафіксував червоні зсуви галактик до 0,8 і брав участь у виявленні квазарів за межами {\displaystyle z} = 6. Дослідження червоних зсувів DEEP2 використовує телескопи Кека з новим спектрографом «DEIMOS»; продовження пілотної програми DEEP1, DEEP2 призначене для вимірювання слабких галактик з червоними зсувами 0,7 і вище, і тому планується, що воно стане доповненням до SDSS і 2dF для вимірювання високих червоних зсувів.

## Ефекти від фізичної оптики або перенесення випромінювання
Взаємодії та явища, узагальнені в темах радіаційного переносу та фізичної оптики, можуть призводити до змін довжини хвилі та частоти електромагнітного випромінювання. У таких випадках зсуви відповідають фізичній передачі енергії матерії або іншим фотонам, а не перетворенню між системами відліку. Такі зсуви можуть бути спричинені такими фізичними явищами, як ефекти когерентності або розсіювання електромагнітного випромінювання, чи то від заряджених елементарних частинок, чи від твердих частинок, чи від флуктуацій показника заломлення в діелектричному середовищі, як це відбувається в радіоявищі радіосвистів. Хоча такі явища іноді називають «червоними зсувами» та «синіми зсувами», в астрофізиці взаємодії світла з речовиною, які призводять до зміни енергії випромінювання, зазвичай називають «почервонінням», а не «червоним зсувом».
У багатьох випадках розсіювання призводить до почервоніння випромінювання, оскільки закон зростання ентропії призводить до переважання багатьох фотонів низької енергії над кількома фотонами високої енергії (при збереженні загальної енергії). За винятком, можливо, ретельно контрольованих умов, розсіювання не призводить до однакової відносної зміни довжини хвилі по всьому спектру; тобто будь-яке розраховане z зазвичай є функцією довжини хвилі. Крім того, розсіювання від випадкових середовищ зазвичай відбувається під багатьма кутами, а z є функцією кута розсіювання. Якщо світло багато разів розсіюється або якщо частинки, від яких воно розсіюється, рухаються відносно джерела світла або спостерігача, спектральні лінії у світлі можуть виглядати спотвореними. Це трапляється тому, що під час кожного розсіювання напрям і частота світла трохи змінюються. У результаті лінії в спектрі можуть розширитися, зсунутися або втратити чітку форму.
У міжзоряній астрономії видимі спектри можуть виглядати червонішими через процеси розсіювання, що називається міжзоряним почервонінням — подібно до цього, релеївське розсіювання викликає атмосферне почервоніння Сонця, яке спостерігається на сході або заході сонця, а решту неба — блакитним. Це явище відрізняється від червоного зсуву, оскільки спектроскопічні лінії не зміщуються до інших довжин хвиль у почервонілих об'єктах, і з цим явищем пов'язане додаткове затемнення та спотворення через розсіювання фотонів на прямій видимості та поза нею.

## Синій зсув
Протилежністю червоного зсуву є синій зсув. Синій зсув — це будь-яке зменшення довжини хвилі (збільшення енергії) електромагнітної хвилі з відповідним збільшенням частоти. У видимому світлі це зміщує колір до синього кінця спектра.

### Доплерівський синій зсув
Доплерівський синій зсув викликаний рухом джерела до спостерігача. Цей термін застосовується до будь-якого зменшення довжини хвилі та збільшення частоти, спричиненого відносним рухом, навіть поза межами видимого спектра. Тільки об'єкти, що рухаються з майже релятивістськими швидкостями до спостерігача, помітно синіші для неозброєного ока, але довжина хвилі будь-якого відбитого або випромінюваного фотона чи іншої частинки скорочується в напрямку руху.
Доплерівський синій зсув використовується в астрономії для визначення відносного руху:
- Галактика Андромеди рухається до нашої галактики Чумацький Шлях у межах Місцевої групи; таким чином, при спостереженні із Землі її світло зазнає синього зсуву[88].
- Компоненти подвійної зоряної системи будуть зміщуватися в блакитний колір під час руху до Землі.
- Під час спостереження спіральних галактик сторона, що обертається до нас, матиме невелике блакитне зміщення відносно сторони, що обертається від нас (див. співвідношення Таллі-Фішера).
- Блазари випускають до нас релятивістські струмені, випромінюючи синхротронне випромінювання та гальмівне випромінювання, яке має синє зміщення[89].
- Сусідні зорі, такі як Зоря Барнарда, рухаються до нас, що призводить до дуже невеликого синього зміщення.
- Доплерівське синє зміщення віддалених об'єктів з високим значенням z можна відняти від набагато більшого космологічного червоного зміщення, щоб визначити відносний рух у Всесвіті, що розширюється[90].

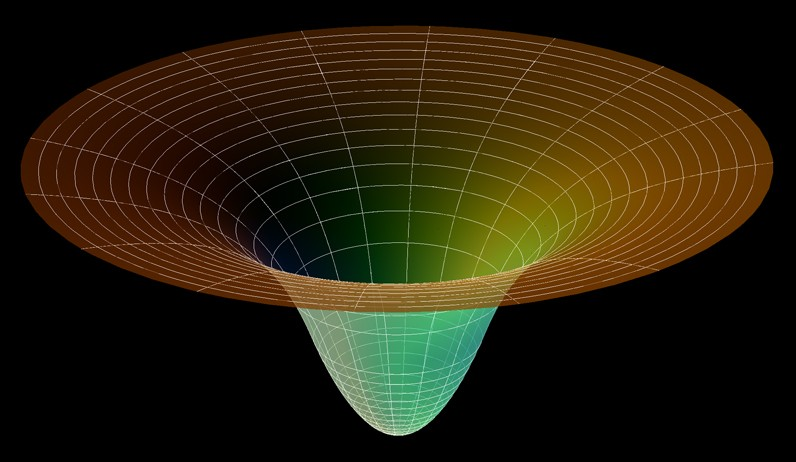
Хвилі матерії (протони, електрони, фотони тощо), що потрапляють у гравітаційну яму стають енергійнішими та зазнають незалежного від спостерігача синього зсуву.

### Гравітаційний синій зсув
Аналогічно до червоного зсуву, який виникає коли фотони покидають масивний обʼєкт, у випадку якщо фотони падають у гравітаційне поле, їх частота збільшується — це гравітаційний синій зсув. Так само як і для червоного зміщення, величина цього ефекту визначається різницею гравітаційного потенціалу між точками випромінювання та спостереження і не залежить від напрямку руху фотона.
Це є природним наслідком збереження енергії та еквівалентності маси та енергії, що було експериментально підтверджено 1959 року в експерименті Паунда — Ребки. Гравітаційний синій зсув сприяє анізотропії космічного мікрохвильового фону через ефект Сакса —Вульфа: коли глибина гравітаційної ями змінюється під час проходження фотона, величина синього зміщення при наближенні відрізнятиметься від величини гравітаційного червоного зміщення, коли він залишає цю область.

### Сині викиди
Існують далекі активні галактики, які демонструють синій зсув у своїх емісійних лініях подвійно іонізованого оксигену. Один з найбільших синіх зсувів виявлено у вузьколінійному квазарі PG 1543+489, відносна швидкість якого становить −1150 км/с. Ці типи галактик називаються «синіми викидами».

### Космологічний синій зсув
У гіпотетичному Всесвіті, що зазнає неконтрольованого стиснення внаслідок Великого стискання, спостерігалися б космологічні сині зсуви. При цьому галактики, що знаходяться далі, дедалі більше зміщуватимуться в синій колір — повна протилежність фактично спостережуваному космологічному червоному зсуву у сучасному Всесвіті, що розширюється.